# Groot-Hamburgs voetbalkampioenschap 1929/30
In 1929/30 werd het achtste Groot-Hamburgs voetbalkampioenschap gespeeld, dat georganiseerd werd door de Noord-Duitse voetbalbond.
Na één jaar onderbreking werd er opnieuw een competitie gespeeld in Groot-Hamburg. Het voorgaande seizoen vond er een revolutie plaats in Noord-Duitsland omdat de grote clubs vonden dat de vele competities het niveau van de clubs niet ten goede kwam op nationaal vlak. Zij richtten een eigen competitie op met tien clubs. De voetbalbond gaf ten dele gehoor aan de rebellen, al werd hun doel niet helemaal bereikt. De elf bestaande competitie werden herleid naar zes competities. De twee reeksen van Alster en Elbe werden samengevoegd tot één reeks van Groot-Hamburg. Criteria was de ranking in het seizoen 1927/28.
De top vijf mocht naar de Noord-Duitse eindronde. Dit omdat de competitie van Groot-Hamburg als de sterkste van Noord-Duitsland gold. HSV plaatste zich als enige voor de finalegroep en werd daar laatste.

## Oberliga
| Plaats | Club                   | Wed. | W  | G | V  | Saldo | Ptn   |
| ------ | ---------------------- | ---- | -- | - | -- | ----- | ----- |
| 1.     | Hamburger SV           | 18   | 16 | 1 | 1  | 70:20 | 33:3  |
| 2.     | SpVgg Polizei Hamburg  | 18   | 10 | 4 | 4  | 51:37 | 24:12 |
| 3.     | FC Union 03 Altona     | 18   | 9  | 4 | 5  | 41:39 | 22:14 |
| 4.     | SV Eimsbüttel          | 18   | 9  | 2 | 7  | 44:38 | 20:16 |
| 5.     | Altonaer FC 1893 VfL   | 18   | 9  | 2 | 7  | 50:45 | 20:16 |
| 6.     | SC Victoria Hamburg    | 18   | 7  | 2 | 9  | 39:47 | 16:20 |
| 7.     | SC Unitas 1902 Hamburg | 18   | 5  | 3 | 10 | 42:55 | 13:23 |
| 8.     | St. Pauli SV 01        | 18   | 5  | 3 | 10 | 44:60 | 13:23 |
| 9.     | Ottensener SV 07       | 18   | 5  | 0 | 13 | 33:54 | 10:26 |
| 10.    | FK Rothenburgsort 08   | 18   | 3  | 3 | 12 | 28:47 | 9:27  |

|  | Kampioen, geplaatst voor Noord-Duitse eindronde |
|  | Geplaatst voor Noord-Duitse eindronde           |
|  | Degradatie                                      |